# Aigues-Vives (Gard)
Aigues-Vives is een gemeente in het Franse departement Gard (regio Occitanie). De plaats maakt deel uit van het arrondissement Nîmes. Aigues-Vives telde op 1 januari 2022 3.340 inwoners.

## Geografie
De oppervlakte van Aigues-Vives bedroeg op 1 januari 2022 12 vierkante kilometer; de bevolkingsdichtheid was toen 278,3 inwoners per km².

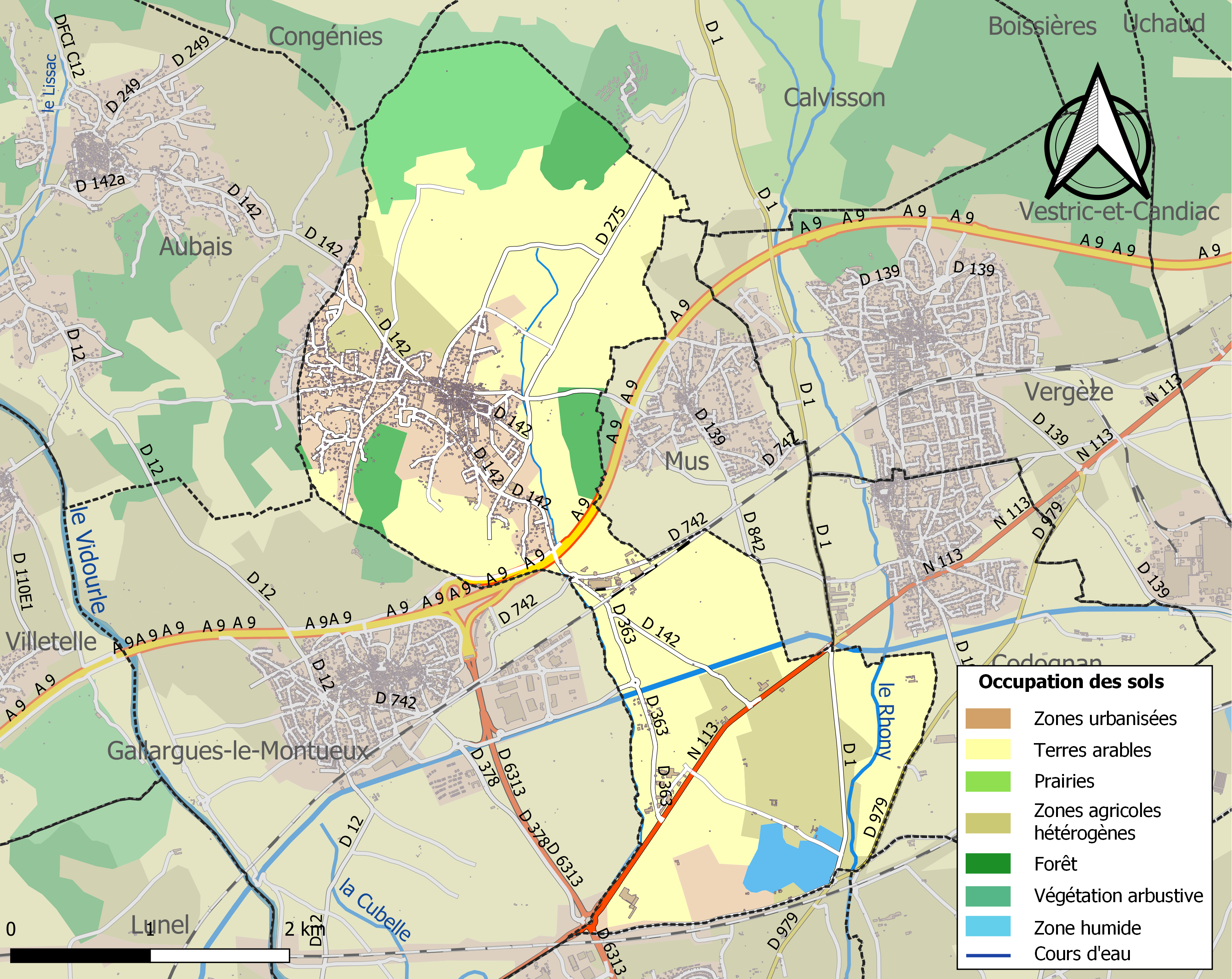
Kaart van de gemeente met belangrijkste infrastructuur, bodemgebruik en omliggende gemeenten

## Demografie
Onderstaande figuur toont het verloop van het inwonertal (bron: INSEE-tellingen).

## Geboren in Aigues-Vives
- Gaston Doumergue (1865-1937), politicus, president